# Artsakh (votka)
Artsakh votka je žestoko alkoholno piće koje se proizvodi u Armeniji. Artsakh votka je nastala na tradiciji pića Tuti oghi. Tuti oghi je votka napravljena od bijele murve, rađena u kućnoj radinosti i rasprostranjena je na cijelom području Armenije. Artsakh votka je komercijalna inačica proizvedena u destileriji "Artsakh Brandy Company ", također smještenoj u Erevanu, a dobiva se trostrukom destilacijom bijele murve. Votka zadržava lagan okus murve a porizvodi se u četiri inačice, koje se razlijkuju u vremenu koliko odleže prije plasmana na tržište. 
Izrađuje se u nekoliko inačica:
- Artsakh Mulberry Vodka
- Artsakh Silver Mulberry Vodka (2 godine stara)
- Artsakh Gold Mulberry Vodka (3 godine stara)
- Artsakh Platinum Mulberry Vodka (5 godina stara)